# Sídliště Dukla
Sídliště Dukla je soubor obytných domů na Zeleném Předměstí v Pardubicích V. Nachází se v jihozápadní části města, mezi železničním hlavním nádražím, pardubickým letištěm, dostihovým závodištěm a sídlištěm Višňovka.

## Historie
Sídliště vzniklo na plochách, které byly již od roku 1538 využívány jako pastviny. Od roku 1866 využíval tyto pozemky k výcviku místní jezdecký pluk. Na konci roku 1914 se na ploše 80 ha začala stavět největší válečná polní nemocnice ve střední Evropě, jejíž kapacita čítala 10 000 lůžek. Stavba byla dokončena na jaře 1915 a nemocnice čítala 198 nemocničních pavilonů a přibližně 150 hospodářských budov. S místním železničním nádražím byla nemocnice propojena vlečkou, zajišťující dopravu jak potravin a zásob materiálu, tak raněných z válečné fronty či z jiných nemocnic.
Po skončení první světové války některé z domků posloužily jako nouzové bydlení pro uprchlíky z Haliče. Pro lokalitu s těmito budovami se mezi pardubickými obyvateli vžilo označení „Karanténa“. Další z objektů využíval od ledna 1919 jako své zázemí Železniční pluk, který byl do Pardubic přeložen z Lysé nad Labem. Dnes v těchto objektech sídlí Dům dětí a mládeže. Z dalších domů bylo nouzové bydlení pro nejchudší vrstvy obyvatelstva. Když skončila druhá světová válka, byla většina domů bývalé nemocnice zlikvidována. Zbyly pouze dva domy (pekárna s prádelnou). Oba se nacházejí v dnešní ulici Milheimova.

## Výstavba sídliště
Na uvolněném prostoru ohraničeném na severu železniční tratí Kolín – Česká Třebová, na západní straně železniční tratí Pardubice – Havlíčkův Brod a na východě silnicí II/324 byla v roce 1947 započata stavba sídliště. Bytová zástavba je tvořena pravoúhlou uliční sítí s centrálním prostorem, náměstím Dukelských hrdinů, které vznikalo v 50. letech 20. století. Výstavba sídliště, jehož architektem byli Ing. Alois Mikuškovic, František Kerhart a Karel Kalvoda, byla dokončena v roce 1957. Při jeho stavbě byla (patrně poprvé v Československu) použita proudová metoda.
Nové sídliště nabídlo bydlení pro cca 12 tisíc lidí ve 2 705 bytech. Součástí výstavby bylo i několik mateřských školek a dvě základní školy (ZŠ Hakenova (18 tříd) a ZŠ Staňkova) (24 tříd) a fotbalový a atletický stadion Rudé hvězdy Pardubice. Nejvýznamnější budovu – restauraci Letka a sousední budovy na náměstí projektoval arch. Stanislav Tošovský.
Na náměstí byl přemístěn pomník Ing. Jana Kašpara z původního místa u státní silnice do Prahy před železničním přejezdem tratě na Chrudim, tj. z místa dnešní mimoúrovňové křižovatky. Do roku 1989 sloužilo náměstí k slavnostním přísahám vojáků základní vojenské služby. V 80. letech se náměstí vyznačovalo kvůli čtyřicetileté absenci oprav poměrně značnou nerovností a docházelo ke groteskním nehodám při vojenském pochodu. Sídliště bylo napojeno na městskou hromadnou dopravu trolejbusy i autobusy. Bydlení v sídlišti je nepříznivě ovlivněno hlukem z letiště a emisemi z nedaleké továrny na zpracování minerálních olejů.